# Phomopsis aucupariae
Phomopsis aucupariae är en svampart som först beskrevs av Giovanni Passerini, och fick sitt nu gällande namn av Franz Petrak. Phomopsis aucupariae ingår i släktet Phomopsis och familjen Diaporthaceae.   Inga underarter finns listade i Catalogue of Life.